# 布哈爾肯特
布哈爾肯特是土耳其的城鎮，位於該國西部艾登以東，由艾登省負責管轄，面積102平方公里，主要經濟活動是農業，2011年人口6,811。

## 外部連結
- the municipality （页面存档备份，存于） （土耳其文）
- BUHARKENT